# Axelrodia riesei
Axelrodia riesei är en fiskart som beskrevs av Géry, 1966. Axelrodia riesei ingår i släktet Axelrodia och familjen Characidae. Inga underarter finns listade.